# 道路の種類
道路の種類（どうろのしゅるい）では様々な道路の種類について述べる。
世界には多種類の道路が存在するが、その大部分は自動車用の通行路となっている。道路は必ずしも誰もが許可なく通行できる公共向けのものだけとは限らない。ハイウェイ (highway) と呼ばれるものは公共用であり、有料道路は有料である。英語圏においては、"highway" という単語は、時として大きな交通容量の道路に用いられ、また、英語の古い用法では "highway" と "byway" は区別して用いられた。
異なる国においては、（実際には何処かに差異があるものだが）概ね同一の設計や仕様であっても異なる単語が充てられることがある。例えば、高速道路について言えば、米国のFreeway (en)、英国のMotorway  (en)、ドイツのAutobahn (en) 等は、ほぼ同等の語義である。